# Década de 430 a.C.
Séculos: (Século VI a.C. - Século V a.C. - Século IV a.C.)
Décadas: 480 a.C. 470 a.C. 460 a.C. 450 a.C. 440 a.C. - 430 a.C. - 420 a.C. 410 a.C. 400 a.C. 390 a.C. 380 a.C.
Anos: 439 a.C. - 438 a.C. - 437 a.C. - 436 a.C. - 435 a.C. - 434 a.C. - 433 a.C. - 432 a.C. - 431 a.C. - 430 a.C.